# Ballbreaker
A Ballbreaker az ausztrál AC/DC együttes tizenhatodik albuma, amely 1995 szeptemberében jelent meg az EastWest Records gondozásában. Tizenegy év után ezen a lemezen tért vissza Phil Rudd dobos a zenekarba. Megjelenése óta az album több mint 2 millió példányban kelt el az USA-ban, és dupla platinalemez-státuszt ért el.

## Történet
A felvételeket Rick Rubin producer irányította, akit az 1993-as listavezető Big Gun kislemeznél próbáltak ki először. A lemezfelvételt 1994 októberében kezdték a New York-i Power Station Studiosban, de a stúdió akusztikája lehetetlenné tette a kívánt dobhangzás létrehozását. Végül feladták a próbálkozást, és Los Angelesben kibérelték az Ocean Way Studiost. Rick Rubin párhuzamosan dolgozott az AC/DC lemezén és az új Red Hot Chili Peppers albumon (One Hot Minute), ami komoly feszültség forrása lett Rubin és az együttes között, így a hangmérnök Mike Fraser az öt hónapos stúdiózás közben társproducerré lépett elő. Az előző albumhoz (The Razors Edge, 1990) hasonlóan az énekes Brian Johnson most sem írt dalszövegeket, a dalokat teljes egészében a két gitáros, Malcolm és Angus Young írta.
A Ballbreaker borítóját a Marvel Comics cég képregényrajzolói készítették. Az album Ausztráliában az eladási lista élére került, míg Angliában a 6., az amerikai Billboard 200 listán pedig a 4. helyig jutott. Az első videóklipet a lemeznyitó Hard as a Rock c. dalhoz forgatták. A dobok mögé visszatért Phil Rudd ezen a forgatáson találkozott először újra a csapat rajongóival. A világ körüli lemezbemutató turné Észak-Amerikában indult 1996 januárjában. Nyár elején Európában játszottak, majd újra Észak-Amerika következett, ősszel pedig előbb Dél-Amerikát, majd a koncertkörút zárásaként Ausztráliát és Új-Zélandot járták be. Ezen a turnén rögzítették Madridban az 1996-ban bemutatott No Bull koncertfilm anyagát.

## Az album dalai
1. Hard as a Rock – 4:30
2. Cover You in Oil – 4:32
3. The Furor – 4:10
4. Boogie Man – 4:07
5. The Honey Roll – 5:34
6. Burnin' Alive – 5:05
7. Hail Caesar – 5:14
8. Love Bomb – 3:14
9. Caught With Your Pants Down – 4:14
10. Whiskey on the Rocks – 4:35
11. Ballbreaker – 4:32

## Közreműködők
- Brian Johnson – ének
- Angus Young – szólógitár
- Malcolm Young – ritmusgitár
- Cliff Williams – basszusgitár
- Phil Rudd – dob